# Gudum Kirke (Ålborg)
För andra Gudum Kirke, se Gudum Kirke
Gudum Kirke er en kyrkobyggnad i Gudumholm Sogn i Aalborgs kommun. Fram till Kommunreformen i Danmark 2007 låg den i Sejlflods kommun, och före Kommunreformen i Danmark 1970 låg den i Fleskums härad. 
Kirkan byggdes på 1100-talet och början av 1200-talet. Kor och skepp är byggda i kvadersten i granit med en halvrund absid längst österut. Absiden är sammanbyggd med korets östra mur och kan vara litet yngre än koret.